# Најкориснији играч финала конференције НБА
Најкориснији играч финала конференције НБА (оригинално: NBA Conference Finals Most Valuable Player Award) је звање које се додељује најкориснијем играчу Западне и најкориснијем играчу Источне конференције током плејофа. Установљено је 2022. године, и у Западној конференцији трофеј носи назив Трофеј Меџика Џонсона (оригинално: Earvin "Magic" Johnson Trophy), док је на Истоку он Трофеј Лерија Бирда (оригинално: Larry Bird Trophy).
Додељује се једном годишње од стране НБА лиге играчу са највећим доприносом клубу у финалу конференција на Истоку и Западу. Награда се углавном додељује играчу победничког тима, а први освајачи су били Стефен Кари и Џејсон Тејтум.

## Списак награђених и њихови клубови

### Исток
| Сезона | Играч         | Клуб            |
| ------ | ------------- | --------------- |
| 2022.  | Џејсон Тејтум | Бостон селтикси |
| 2023.  | Џими Батлер   | Мајами хит      |

### Запад
| Сезона | Играч        | Клуб                  |
| ------ | ------------ | --------------------- |
| 2022.  | Стефен Кари  | Голден Стејт вориорси |
| 2023.  | Никола Јокић | Денвер нагетси        |

Легенда:
|  | Активни кошаркаши                                    |
|  | Кошаркаши који су примљени у Кошаркашку Кућу славних |